# Suchdol (district de Kutná Hora)
Pour les articles homonymes, voir Suchdol.
Suchdol (en allemand : Suchdol) est un bourg (městys) du district de Kutná Hora, dans la région de Bohême-Centrale, en République tchèque. Sa population s'élevait à 1 124 habitants en 2024.

## Géographie
Suchdol se trouve à 7 km à l'ouest de Kutná Hora, à 9 km au sud de Kolín et à 55 km à l'est-sud-est de Prague.
La commune est limitée par Kořenice, Ratboř et Červené Pečky au nord, par Miskovice à l'est, par Vidice au sud-est, par Onomyšl et Rašovice au sud, et par Bečváry à l'ouest.

## Histoire
La première mention écrite de la localité date de 1257. La commune a le statut de městys depuis le 15 mars 2012.

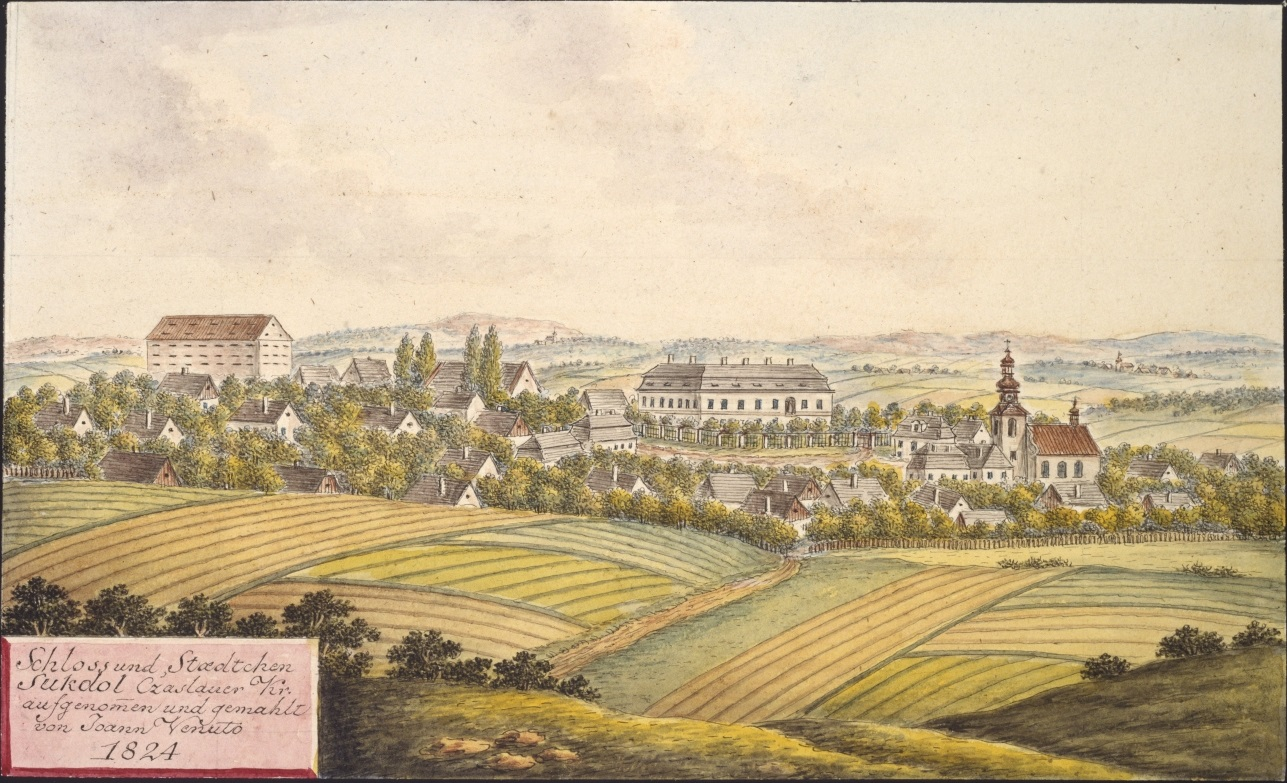
Suchdol et son château en 1824, peinture de Joann Venuto.

## Patrimoine
- Château de Suchdol :

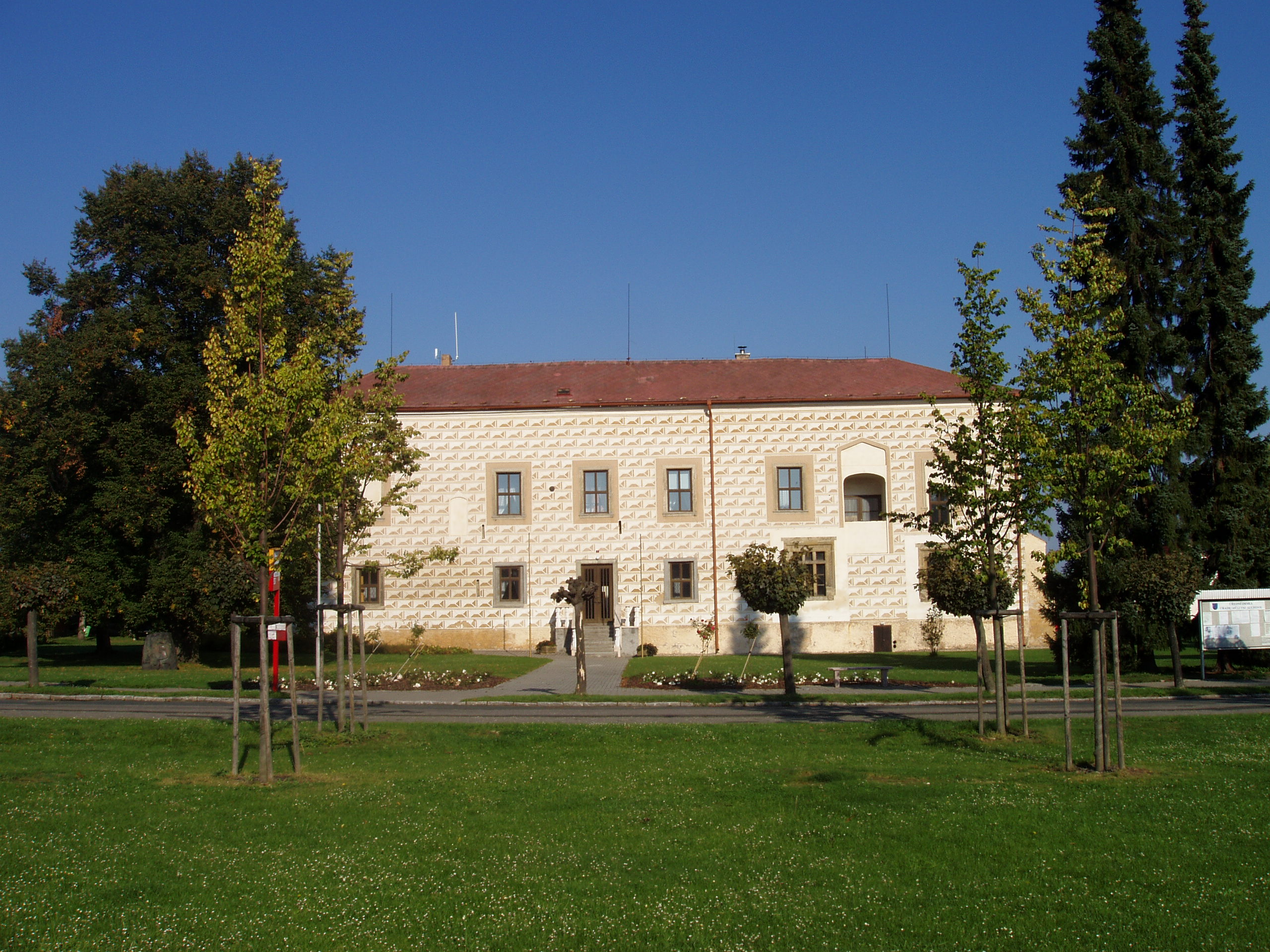
Château de Suchdol.
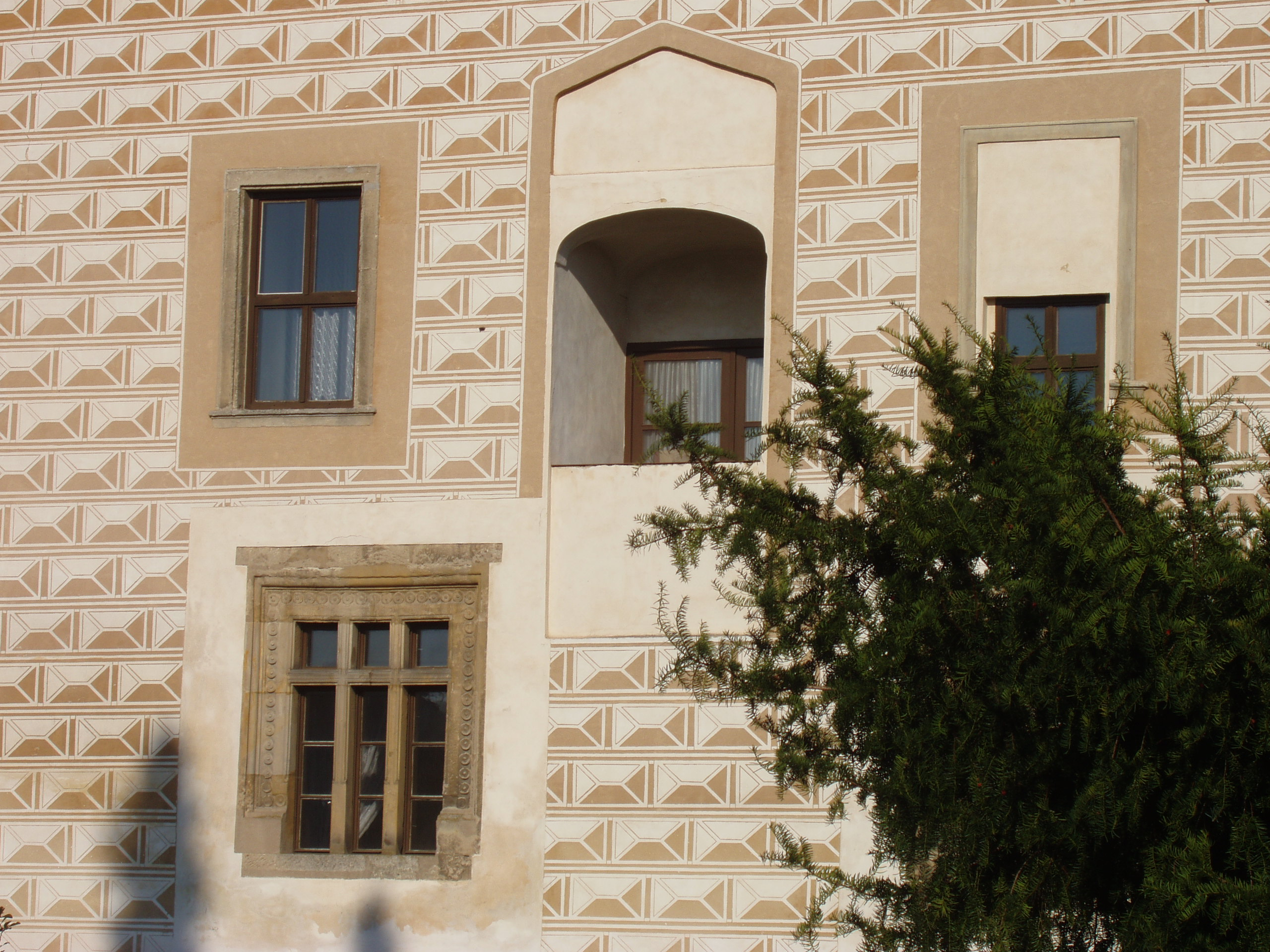
Détail de la façade.

## Administration
La commune se compose de cinq sections :
- Suchdol
- Dobřeň
- Malenovice
- Solopysky
- Vysoká

## Transports
Par la route, Suchdol se trouve à 8 km de Kutná Hora, à 12 km de Kolín et à 78 km de Prague.